# Lom (Strakonicei járás)
Lom falu és önkormányzat (obec) Csehország Dél-csehországi kerületének Strakonicei járásában. Területe 5,7 km², lakosainak száma 131 (2008. 12. 31). A falu Strakonicétől mintegy 18 km-re északra, České Budějovicétől 61 km-re északnyugatra, és Prágától 82 km-re délnyugatra fekszik.
A település első írásos említése 1299-ből származik.

## Az önkormányzathoz tartozó települések
- Lom
- Míreč

## Népesség
A település népessége az elmúlt években az alábbi módon változott:
| Lakosok száma | 365  | 356  | 360  | 240  | 180  | 124  | 112  | 120  | 114  | 114  |
|               | 1869 | 1890 | 1921 | 1950 | 1980 | 2001 | 2017 | 2019 | 2022 | 2024 |